# Alice (The Sisters of Mercy)
Alice è il primo EP del gruppo gothic rock inglese The Sisters of Mercy, pubblicato nel marzo 1983.

## Il disco

### Registrazione
Dopo una settimana di pre-produzione nell'appartamento di Andrew Eldritch a Leeds, le quattro tracce furono registrate in due fine settimana con il produttore John Ashton dei Psychedelic Furs presso lo studio di Kenny Giles a Bridlington: "Alice", "Floorshow", la cover degli Stooges "1969" e l'inedito "Good Things".
Le stesse quattro canzoni furono registrate in precedenza per una sessione alla radio BBC nell'agosto del 1982.

### Pubblicazione
Alice e Floorshow uscirono come terzo singolo 7" della band il 21 novembre 1982. Con due brani aggiuntivi, 1969 e la nuova registrazione di Phantom, è stato ri-pubblicato nel marzo 1983 come un EP 12".
Ashton finanziò una distribuzione negli Stati Uniti (la prima del gruppo) dell'EP sull'etichetta Brain Eater Records di Island Park.
L'EP non è mai stato pubblicato come un CD a sé stante, ma è stato incluso nella raccolta Some Girls Wander by Mistake.

## Tracce
Lato A
1. Alice - 3:35 (Eldritch)
2. Floorshow - 3:42 (testo: Eldritch - musica: Adams, Eldritch, Marx)

Lato AA
1. Phantom - 7:12 (Adams, Marx)
2. 1969 - 2:47 (testo: Osterberg - musica: The Stooges)

## Formazione
- Andrew Eldritch - voce
- Ben Gunn - chitarra
- Gary Marx - chitarra
- Craig Adams – basso
- Doktor Avalanche (drum machine) - batteria